# Brzeziny (Myszków)
Pour les articles homonymes, voir Brzeziny (homonymie).
Brzeziny (prononciation : [bʐɛˈʑinɨ]) est une localité polonaise de la gmina de Niegowa, située dans le powiat de Myszków en voïvodie de Silésie.